# William Graham (hockey sur gazon)
Pour les articles homonymes, voir William Graham et Graham.
William Graham, né le 29 janvier 1886 à Dublin et mort le 5 septembre 1947 également à Dublin, la capitale irlandaise, est un joueur de hockey sur gazon irlandais. Lors des Jeux olympiques d'été de 1908 se tenant à Londres il remporte la médaille d'argent pour la première apparition de ce sport au programme olympique.

## Palmarès

### Jeux olympiques
- Jeux olympiques d'été de 1908 à Londres
  -  Médaille d'argent.